# Economía de Tonga
Tonga tiene una economía pequeña y abierta, y una base de exportación reducida a pocos productos agrícolas. Los principales son la calabaza, vanilla y el ñame. Incluyéndose también el pescado, los productos primarios representan el 2/3 de las exportaciones. El país importa una gran cantidad de alimentos, especialmente de Nueva Zelandia.
El país depende también de las remesas de dinero de las comunidades tonganesas residentes en el exterior para equilibrar su déficit comercial. El turismo representa la segunda fuente de ingresos del país: el 2006 39.000 personas visitaron el país.
El gobierno estimula el desarrollo del sector privado, incentivando especialmente las inversiones, mientras concentra los gastos públicos en salud y educación. Tonga tiene una infraestructura básica razonable y un servicio social desarrollado. El elevado desempleo entre los jóvenes, el crecimiento de la inflación, las presiones por reformas democráticas y el crecimiento de los gastos en servicios sociales son los principales desafíos del gobierno.